# Alexandre Burrows
Alexandre Ménard-Burrows, detto Alex (Pincourt, 11 aprile 1981), è un ex hockeista su ghiaccio canadese.

## Palmarès

### Mondiali
- 2 medaglie:
  - 2 ori (Svizzera 2003; Stati Uniti 2005)